# Battaglia della Garonna
La battaglia della Garonna venne combattuta nel 732 tra gli arabi del Califfato omayyade e il duca d'Aquitania Oddone il Grande.

## Circostanze
Nel 730 Abdul Rahman Al Ghafiqi, valì di al-Andalus, voleva organizzare una spedizione contro l'Aquitania, che in quel momento era attaccata da Carlo Martello, maggiordomo di Austrasia e di Neustria, ma si trovò in contrasto con Manusa. Quest'ultimo era un condottiero berbero che esercitava il suo potere sulla Cerdagna, nei Pirenei, che dopo essere venuto a conoscenza - tra il 729 ed il 730 - che i berberi, in Nord Africa, erano soggetti ad un'oppressione da parte del califfo degli Omayyadi, stipulò una tregua col duca Oddone il Grande e col quale stava trattando anche un'alleanza matrimoniale. L'improvvisa morte di Manusa permise ad Abdul Rahman di organizzare la spedizione in Aquitania.

## La battaglia
Attraversati i Pirenei, passando dalla Navarra, i Mori entrarono in Aquitania e si diressero speditamente verso Bordeaux, che venne conquistata al primo assalto, dopo aver sconfitto le truppe che erano a difesa della città. Continuando nella marcia verso nord, dopo la vittoria di Bordeaux, Abdul Rahman riuscì ad agganciare il grosso delle truppe di Oddone, lungo il corso della Garonna, molto probabilmente vicino alla confluenza con la Dordogna. Oddone fu definitivamente sconfitto, la maggior parte delle sue truppe fu annientata e dopo ciò le truppe saracene, prima di proseguire la marcia verso nord, si diedero al saccheggio del nord dell'Aquitania, specialmente dei ricchi monasteri.

## Conseguenze
In un primo momento, pur di contrastare Carlo Martello, il duca sconfitto si alleò coi saraceni, e aprì loro la strada per il nord. Successivamente, però, Oddone il Grande e l'Aquitania raggiunsero un accordo con Carlo Martello, e nella decisiva battaglia di Poitiers del 10 ottobre 732, le truppe franche guidate da Carlo Martello e quelle di Oddone, ora alleate, sconfissero i saraceni.